# Актюба (Башкортостан)
Актюба́ (баш. Аҡтүбә) — деревня в Кармаскалинском районе Республики Башкортостан Российской Федерации. Входит в состав Старомусинского сельсовета.

## География

### Географическое положение
Расстояние до:
- районного центра (Кармаскалы): 12 км,
- центра сельсовета (Старомусино): 2 км,
- ближайшей ж/д станции (Карламан): 24 км.

## Население
| 2002 | 2009 | 2010 |
| ---- | ---- | ---- |
| 243  | ↘113 | ↘103 |

Национальный состав
Согласно переписи 2002 года, преобладающие национальности —  башкиры (55 %), татары (43 %).